# موريس كاتس
موريس كاتس (بالإنجليزية: Morris Katz)‏ هو رسام وفنان أمريكي، ولد في 5 مارس 1932 في غاليسيا في أوكرانيا، وتوفي في 12 نوفمبر 2010 في ذا برونكس في الولايات المتحدة.